# Тримбс
Тримбс (нем. Trimbs) — община в Германии, в земле Рейнланд-Пфальц. 
Входит в состав района Майен-Кобленц. Подчиняется управлению Майфельд.  Население составляет 634 человека (на 31 декабря 2010 года). Занимает площадь 4,52 км².